# Boudouyssou
Der Boudouyssou ist ein Fluss in Frankreich, der in den Regionen Okzitanien und Nouvelle-Aquitaine verläuft. Er entspringt im Gemeindegebiet von Belmontet, entwässert generell in westlicher Richtung und mündet nach 32 Kilometern beim Ort Port de Penne, im Gemeindegebiet von Penne-d’Agenais, als linker Nebenfluss in den Lot. Auf seinem Weg durchquert der Boudouyssou die Départements Lot, Tarn-et-Garonne und Lot-et-Garonne.

## Orte am Fluss
- Courbiac
- Tournon-d’Agenais
- Dausse
- Penne-d’Agenais

## Sehenswürdigkeiten
Teile des Tales sind als Natura 2000-Schutzgebiet unter der Nummer FR7200733 registriert.